# Beenstuk
Een beenstuk is een losse broekspijp die wielrenners kunnen gebruiken naast een (korte) fietsbroek. Dit met name als bescherming bij koude weersomstandigheden. Ze worden dan ook wel 'beenwarmers' genoemd.
Een uiteinde van het beenstuk (de bovenzijde) is voorzien van een elastische band of siliconen strip. Deze zorgt ervoor dat het beenstuk om het bovenbeen klemt, zodat deze na het aantrekken niet afzakt. Wielrenners gebruiken naast beenstukken vaak ook armstukken, die dezelfde functie als beenstukken hebben. 
Een beenstuk reikt meestal vanaf het midden van het bovenbeen tot aan de enkel. Sommige beenstukken bevatten een korte rits op de enkel dit het aan- en uittrekken vergemakkelijkt. Een kniestuk is een variant van een beenstuk, alleen bedoeld om de knie af te dekken. Van het beenstuk bestaat ook een kortere variant die de kuit onbedekt laat.